# Gołdap (stad)
Gołdap (Duits: Goldap) is een stad in het Poolse woiwodschap Ermland-Mazurië, gelegen in de powiat Gołdapski. De oppervlakte bedraagt 17,2 km², het inwonertal 13.740 (2017).

## Geschiedenis
De naam Gołdap is afgeleid van de rivier de Gołdapa of Galdape. Deze oorspronkelijk Oud-Pruisische naam duidt op een uit een meer stromende rivier. Vanaf 1535 ontstond een eerste nederzetting in een dicht bebost grensgebied tussen de staat van de Duitse Orde en het Poolse hertogdom Mazovië. Dit grensgebied zou later de naam Mazurië dragen. De stad Goldap is gesticht in 1570 als laatste en oostelijkste van door de Duitse Orde gestichte vestingen. Tot in de zeventiende eeuw heeft de stad te leiden gehad van invallen vanuit het oosten, zoals die van de Tataren in 1657. In 1694 brandde Goldap opnieuw af.
Tussen 1709 en 1711 heerste er in Oost-Pruisen een pestepidemie waar meer dan de helft van de bevolking aan stierf. Onder koning Frederik Willem I van Pruisen werd de streek opnieuw bevolkt met Zwitserse, Pruisische, Litouwse, 
Mazovische en Duitse kolonisten uit onder meer Brandenburg, Pommeren, Maagdenburg en de Palts. In 1732 volgden voor hun protestante geloof gevluchte Salzburgse emigranten. 
De Oudpruisische taal van de oorspronkelijke bevolking stierf uit door het gebruik van het Duits, het Pools en het Litouws. Dat waren ook de talen waarin in de lutherse staatskerk werd gepreekt. De komst van een Pruisisch Huzarenregiment versterkte het Duitse element. Hoewel de stad sterk was verduitst, werd in de omgeving nog Mazoerisch (een Pools dialect) en Litouws gesproken.
Rond 1800 woonden 3.000 mensen in Goldap. Een stadsbrand in 1834 liet weinig over van de bebouwing en industrialisatie bleef beperkt. Toen de stad in 1879 met de lijn lijn Lyck - Insterburg werd aangesloten op de Preußische Ostbahn naar Koningsbergen kwam de stad tot ontwikkeling en groeide de bevolking naar 7.000 inwoners aan het einde van de 19de eeuw.
De Rominter Heide ten noordoosten van Goldap, een groot natuurgebied dat tot aan de grenzen met Rusland reikte, werd sinds 1887 door keizer Wilhelm II als jachtgebied gebruikt. Hij liet er een jachtslot en een kerk in Scandinavische stijl bouwen. De Rominter Heide ligt sinds 1945 voor een deel in de Russische oblast Kaliningrad.
In de Eerste Wereldoorlog kwamen Russische troepen in augustus 1914 over de grenzen van Oost-Pruisen. Ze werden verslagen bij Tannenberg , nadat zij al tientallen steden en dorpen hadden vernield. Na de Eerste Wereldoorlog werden deze plaatsen herbouwd met steun uit andere delen van Duitsland. Goldap is toen herbouwd in de architectuur van de Nieuwe zakelijkheid.
De nieuw opgerichte Poolse staat eiste dit deel van Oost-Pruisen in 1919 op vanwege de oorspronkelijke Mazoerische bevolking. Op 11 juni 1920 vond een volksraadpleging plaats waarbij de inwoners konden kiezen om zich bij Polen aan te sluiten of bij de provincie Oost-Pruisen van het Duitse Rijk te blijven. Meer dan 95% van de kiezers gaf aan bij Duitsland te willen blijven, waardoor de grenzen hier niet werden gewijzigd. De bevolking nam daarna toe tot bijna 11.000 inwoners in 1939.
Aan het einde van de Tweede Wereldoorlog werd Goldap in januari 1945 door het Sovjetleger ingenomen, waarbij 90% van de stad werd verwoest. De bevolking was al in oktober 1944 geëvacueerd. 
Na 1945 werd de stad onderdeel van de Volksrepubliek Polen. De nog aanwezige Duitse bevolking werd verdreven en vervangen door Polen uit de omgeving van Vilnius, een gebied dat Polen had moeten afstaan aan de Sovjet-Unie. De stad werd herbouwd en de oude Pruisische naam werd in het Pools aangepast tot Gołdap. De bevolking nam nog enigszins toe tot 14.000 inwoners. Door het vertrek van de lutherse Duitsers werden de kerken overgedragen aan rooms-katholieke parochies.

## Geboren in Goldap
- Joseph Theodor Sigismund von Baczko (1751–1840), Pruisisch generaal, gelauwerd naar aanleiding van zijn rol tegen de napoleontische bezetting
- Ferdinand Krieger (1858–1919), ingenieur die in Oost-Pruisen de eerste elektriciteitscentrale en de elektrische tram van Königsberg aanlegde
- Richard Skowronnek (1862–1932), journalist en romanschrijver met als thema Mazoerië
- Erich Sack (1887–1943), luthers dominee, nam deel aan verzet tegen het nationaalsocialistisch terreurbewind, werd opgesloten in het concentratiekamp Dachau waar hij omkwam
- Katrin Fuchs (* 1938), parlementariër in de Duitse Bondsdag voor de Sozialdemokratische Partei Deutschlands

## Verkeer en vervoer

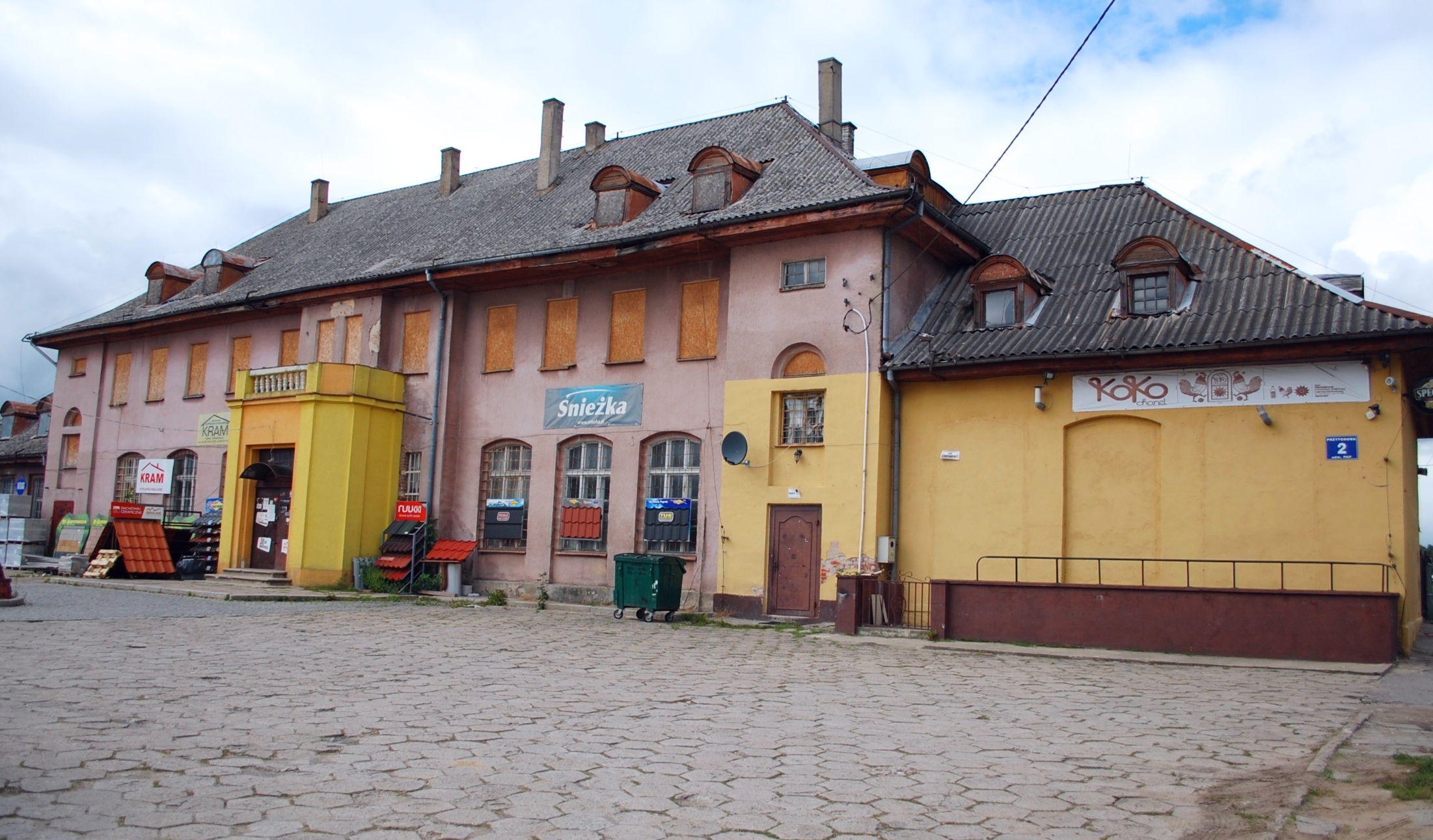
Voormalig station Gołdap

- Goldap ligt aan hoofdweg 65, die Wit-Rusland met de Russische enclave Kaliningrad verbindt. De grensovergang naar Kaliningrad in de gemeente is een van de twee opengestelde overgangen tussen Polen en Rusland.
- Station Goldap lag op een knooppunt van spoorlijnen, die inmiddels allemaal buiten gebruik zijn.

## Sport en recreatie
Door deze plaats loopt de Europese wandelroute E11. De E11 loopt van Den Haag naar het oosten, naar de grens Polen/Litouwen. Ter plaatse komt de route van het zuiden van Wilkasy en vervolgt in noordoostelijke richting Jurkiszki en langs de grens met de Russische exclave Kaliningrad.

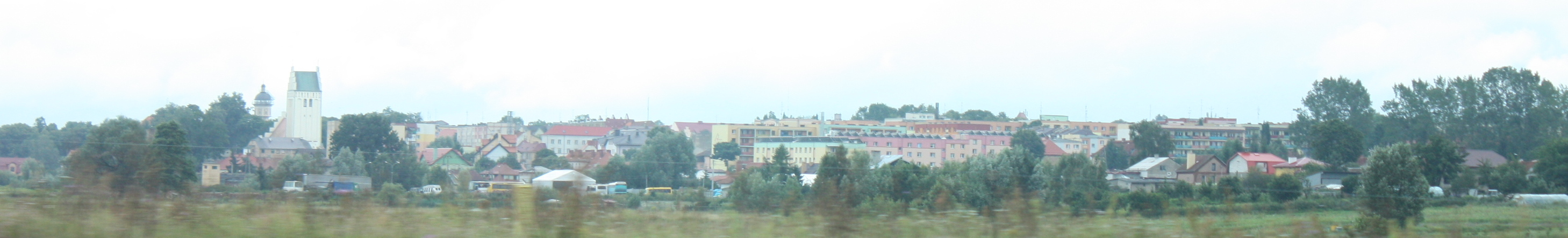
Panorama Gołdap

Stadsdistricten:
Elbląg · Olsztyn

Districten:
Bartoszyce · Braniewo · Działdowo · Elbląg · Ełk · Giżycko · Gołdap · Iława · Kętrzyn · Lidzbark Warmiński · Mrągowo · Nidzica · Nowe Miasto Lubawskie · Olecko · Olsztyn · Ostróda · Pisz · Szczytno · Węgorzewo

Grootste steden:
Bartoszyce · Działdowo · Elbląg · Ełk · Iława · Giżycko · Kętrzyn · Mrągowo · Ostróda · Olsztyn · Szczytno